# Dicke Luft in Halbundhalb
Dicke Luft in Halbundhalb ist eine Kinderbuch-Erzählung von Ulrich Karger mit Illustrationen von Hans-Günther Döring.

## Inhalt

### Zusammenfassung
Erzählt wird von den Kindern Malte Wolke und Juliane Frischauf, die in Halbundhalb leben. Obwohl Halbundhalb ein kleines Dorf ist, lernen sie sich erst am ersten Schultag näher kennen. Denn das Dorf teilt sich in Bewohner der Morgen- und der Abendseite, die wegen ihrer unterschiedlichen Lebensgewohnheiten immer wieder in Konflikt geraten. Als die beiden nahezu auf den Tag genau gleichaltrigen Kinder sich befreunden, stellen sich die Erwachsenen beider Seiten dagegen. Das führt dazu, dass Malte und Juliane heimlich „fliehen“ und erst die gemeinsame Suche nach ihnen auch die Erwachsenen ihre gegenseitigen Vorurteile hinterfragen lässt. Am Ende werden die wegen des Streits vergessenen Geburtstage von Malte und Juliane zum Anlass für ein Fest der ganzen Dorfgemeinschaft genommen.

### Thema
Diese Erzählung beschreibt Vorurteile und Intoleranz als etwas von Erwachsenen Erlerntes. Sie sucht Kindern diese Haltungen vor Augen zu führen und zugunsten einer „Ambiguitätstoleranz“ zu entlarven.
Die Bibliotheken verweisen auf das Buch u. a. mit den Stichwörtern Kinderbuch, Feindschaft, Vorurteil, Gesellschaftskritik, Streit, Dorfgemeinschaft, Pünktlichkeit, Verschiedenheit, Toleranz.

### Ausstattung
Die Erstausgabe von 1994 umfasst als Hardcover 74 Seiten (19 cm × 13 cm), die Neuausgabe von 2011 als Paperback 60 Seiten (22 cm × 15,5 cm). Die schwarz-weißen Illustrationen nehmen in beiden Ausgaben meist eine Seite ein, sind zum Teil aber auch als Halb- oder Doppelseiten angelegt.
Der ungekürzte Text der Neuausgabe wurde etwas überarbeitet und ist im Gegensatz zur ersten in neuer Rechtschreibung gesetzt. Zu ihr sind zudem Unterrichtsmaterialien für den Einsatz als fächerübergreifende Schullektüre in Form eines Lektürekommentars mit Stundenverlaufsplanungshilfen und Arbeitsbögen als PDF-Dateien gratis abrufbar.

## Kritik
Die Erzählung und ihre Illustrationen wurden mehrfach in Deutschland und Österreich positiv besprochen. Neben einigen Printmedien haben sich insbesondere auf Kinder- und Jugendliteratur ausgerichtete Organe, wie die nach Bundesländern geordneten Arbeitsgemeinschaften Jugendliteratur und Medien (AJuM) der GEW und ähnliche Einrichtungen der Bibliotheken in der Österreich zum Buch geäußert und es in Empfehlungslisten aufgenommen."
Während u. a. Susanne Kippenberger vom Tagesspiegel vor allem betont, dass sich dieses Kinderbuch gut zum „Häppchenweise“-Vorlesen am Abend für Kinder ab 5 Jahren eigne, heben andere wie die AJuM in der GEW Baden-Württemberg darauf ab, dass es wegen seines Stils und seiner Sprache auch leicht von Erstlesern zu erfassen sei.
Norbert Ney schätzt wie alle anderen die „witzig-pfiffigen“ Illustrationen und meint ferner, diese Geschichte baut „auf einen Sprachwitz, der über die Handlung hinaus für Situationskomik und unerwartete Wendungen sorgt.“ Astrid van Nahl sieht darin eine „gekonnte und fantasiereiche Umsetzung eines ‚Lehrstücks‘“, anhand dessen u. a. Lehrkräfte Probleme angemessen thematisieren können, um „Kinder überhaupt für ein zwischenmenschliches Verhalten zu sensibilisieren, das im Umgang mit jeder Art von Andersartigkeit zu beobachten ist“. Und Sibylle Sterzig bemerkt, dass die Erzählung „auch uns erwachsenen Lesern eine liebevolle Lektion in Sachen Vorurteile (erteilt), die sich bei näherem Hinsehen als hohle Nachrede erweisen.“ Dass es gerade die Kinder sind, die dieser Einsicht zuerst auf die Spur kommen, „macht die Erzählung besonders nachdenkenswert.“

## Ausgaben
- Dicke Luft in Halbundhalb. Boje Verlag, Erlangen 1994. ISBN 3-414-83602-5
- Dicke Luft in Halbundhalb. Reihe: VOR- UND SELBERLESEN. Edition Gegenwind - BoD, Norderstedt 2011 ISBN 978-3-8391-6460-0

## Auszeichnungen
- 1994 Aufgenommen in die Liste empfehlenswerter Bücher für Kinder und Jugendliche des Bundesministeriums für Wissenschaft, Forschung u. Kunst in Wien
- 1995 Literaturempfehlung für 1.–2. Klasse in der Aktion: Das lesende Klassenzimmer vom Börsenverein des Deutschen Buchhandels